# Mairehau

Mairehau est un faubourg de la ville de Christchurch dans l'Île du Sud de la Nouvelle-Zélande.

## Situation
Il se trouve localisé à quatre kilomètres du centre-ville, à la limite de son cœur urbanisé. 
La partie nord de Mairehau est en plein développement.

## Éducation
Le faubourg accueille une école secondaire, la Mairehau High School (en)

## Toponymie
Ce faubourg doit son nom à 'Rose Mairehau Hutton (née Rhodes), fille d'Arthur Rhodes maire de Christchurch en 1901–1902 et grand propriétaire terrien des environs,.